# Monte Caloria
Il Monte Caloria è una montagna situata sul versante orientale della Catena Costiera (o Paolana), è alta 1183 metri, e su essa è ubicata il comune di Fagnano Castello.

## Descrizione

### Flora
La flora nel territorio del Monte Caloria risulta molto diversificata sia per quanto concerne le specie arboree sia per quelle erbacee ed arbustive.
Nella riserva domina il faggio che copre una superficie di circa 663 ettari. Nelle zone più basse si trova il cerro e il castagno. Intorno al 1900 sono stati introdotti il pino austriaco e l'abete bianco, più di recente il pino larico di Calabria e il pino dell'Oregon. Lungo i ruscelli e nelle radure ci sono numerosi tipi di felci. Nel sottobosco sono presenti diverse specie di orchidee. Lungo i valloni vegeta l'ontano napoletano e qualche esemplare di acero montano.

### Fauna
Riguardo la fauna invece sono molti i mammiferi che vivono nel parco. Si possono, infatti, incontrare volpi, donnole, faine, tassi, lepri, scoiattoli neri (a Zaccareddra), moscardini, ghiri, cinghiali e ricci.
Nutrita anche la presenza di uccelli: sparviere, civetta, allocco, colombaccio, picchio verde, pettirosso, capinera, merlo, tordella, cornacchia grigia, gazza, scricciolo, cinciarella, verdone, cardellino e tanti altri.
Nella riserva si trovano, infine, rettili (vipere, lucertole campestri, bisce dal collare barrate, orbettini italiani, testuggini di Hermann) e anfibi (salamandre, tritoni, ululoni dal ventre giallo, rospi, rane appenniniche).

### Laghi
La riserva ospita una serie di laghi la cui origine è ancora oggetto di studio. La forma rotondeggiante della maggior parte di essi ha indotto alcuni studiosi a ritenere si possa trattare di conche carsiche riempite da acqua proveniente dal sottosuolo. Secondo altri, invece, i laghi potrebbero essere la conseguenza di fenomeni franosi di grandi proporzioni (accumulo di acqua lungo le depressioni formatesi a causa della frana). Non sono bacini di grandi dimensioni: il lago Astone, il lago Trifoglietti e il lago della Paglia superano di poco l'ettaro, il lago dei Due Uomini arriva a due ettari. Il lago del Frassino è già asciutto all'inizio della stagione secca. Sono tutti circondati da una fitta vegetazione.
Il lago Trifoglietti ospita rari esemplari di flora come la felce Osmunda regalis.
Con decreto del 3 aprile 2000 del Ministero dell'Ambiente i laghi di Fagnano e Monte Caloria sono stati riconosciuti come "Sito di importanza comunitario" (SIC).

#### Lago dei Due Uomini

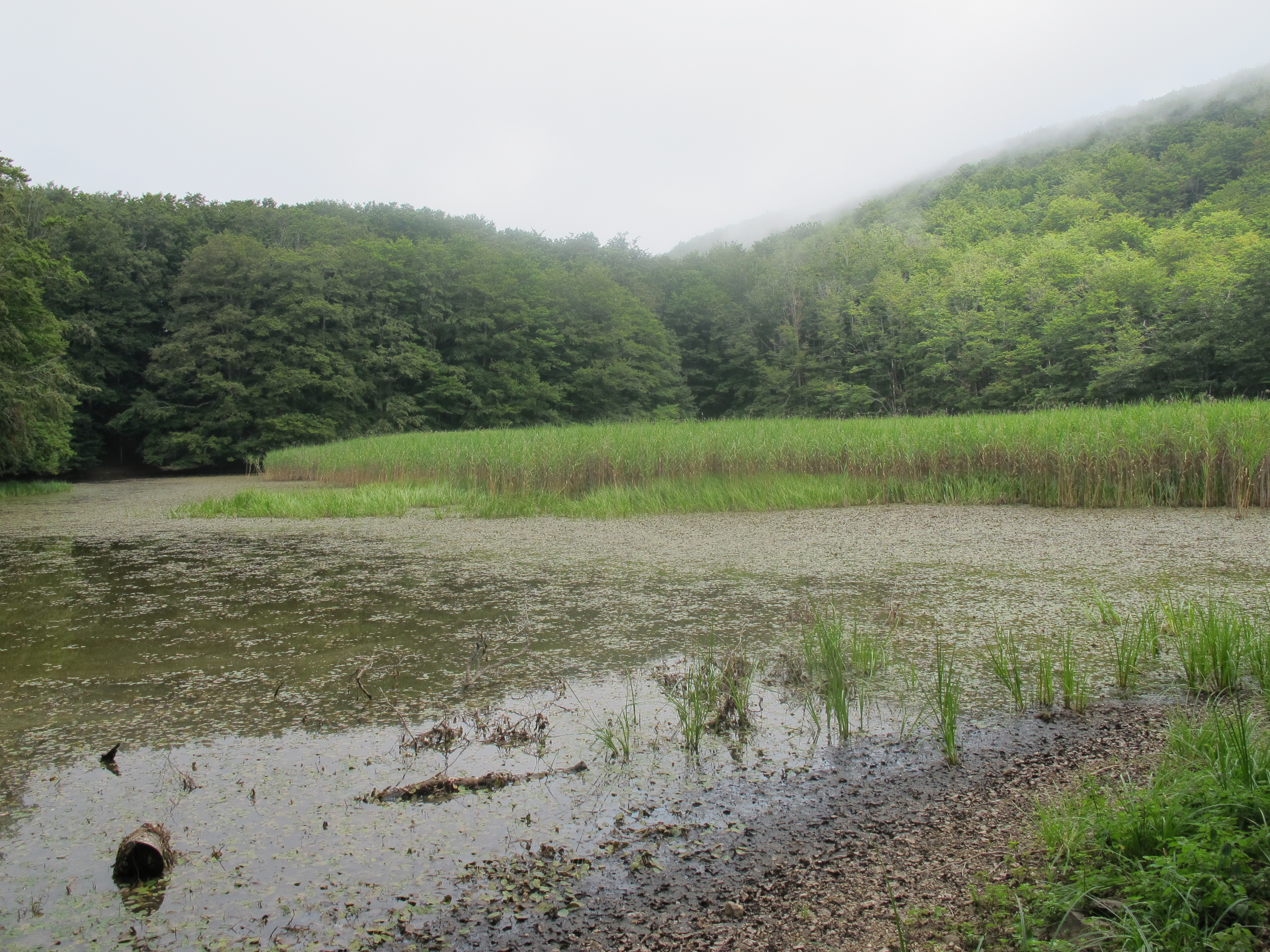
Il Lago dei Due Uomini (fotografato d'estate)

In questo lago nel luglio del 1982 due erpetologo francesi, Dubois e Breuil, scoprirono la presenza del tritone alpestre. Questo splendido anfibio caudato, denominato dai due scienziati francesi Triturus alpestris inexpectatus per via della scoperta inaspettata, è un animale esclusivo della fauna calabrese visto che, fino ad allora, era ritenuto tipico del centro Europa. In Italia, infatti, si aveva conoscenza di una popolazione meridionale rappresentata, però, dalla sottospecie Triturus alpestris apuanus che si spingeva fino al Lazio. I soggetti rinvenuti nel lago fagnanese hanno una dimensione di 8-12 centimetri di lunghezza. Il maschio è di colore scuro col ventre arancio o rosso e durante la riproduzione presenta una cresta dorsale bassa che arriva fino alla coda, mentre la femmina ha una colorazione uniforme. In questo ecosistema sono presenti anche altri due tritoni: il Triturus carnifex e il Triturus italicus.

#### Lago Trifoglietti
È la presenza di particolari specie di piante che rende questo lago interessante da un punto di vista scientifico. Il nome gli deriva proprio da una di queste, l'Oxalis acetosella, che è formata da tre foglie. Qui cresce anche la felce florida o regale (Osmunda regalis) che, con le sue fronde lunghe fino a 180 cm, è una delle più grandi in Italia (tipiche delle zone a clima oceanico). Da segnalare, infine, la felce Blechnum spicant. Per quanto riguarda la fauna, invece, il lago Trifoglietti ospita diverse specie di tritoni, la salamandra pezzata (caratteristici i suoi colori giallo e nero) e tante altre specie interessanti. Questo bacino è circondato da faggi e ontani.